# Cung điện Przebendowski

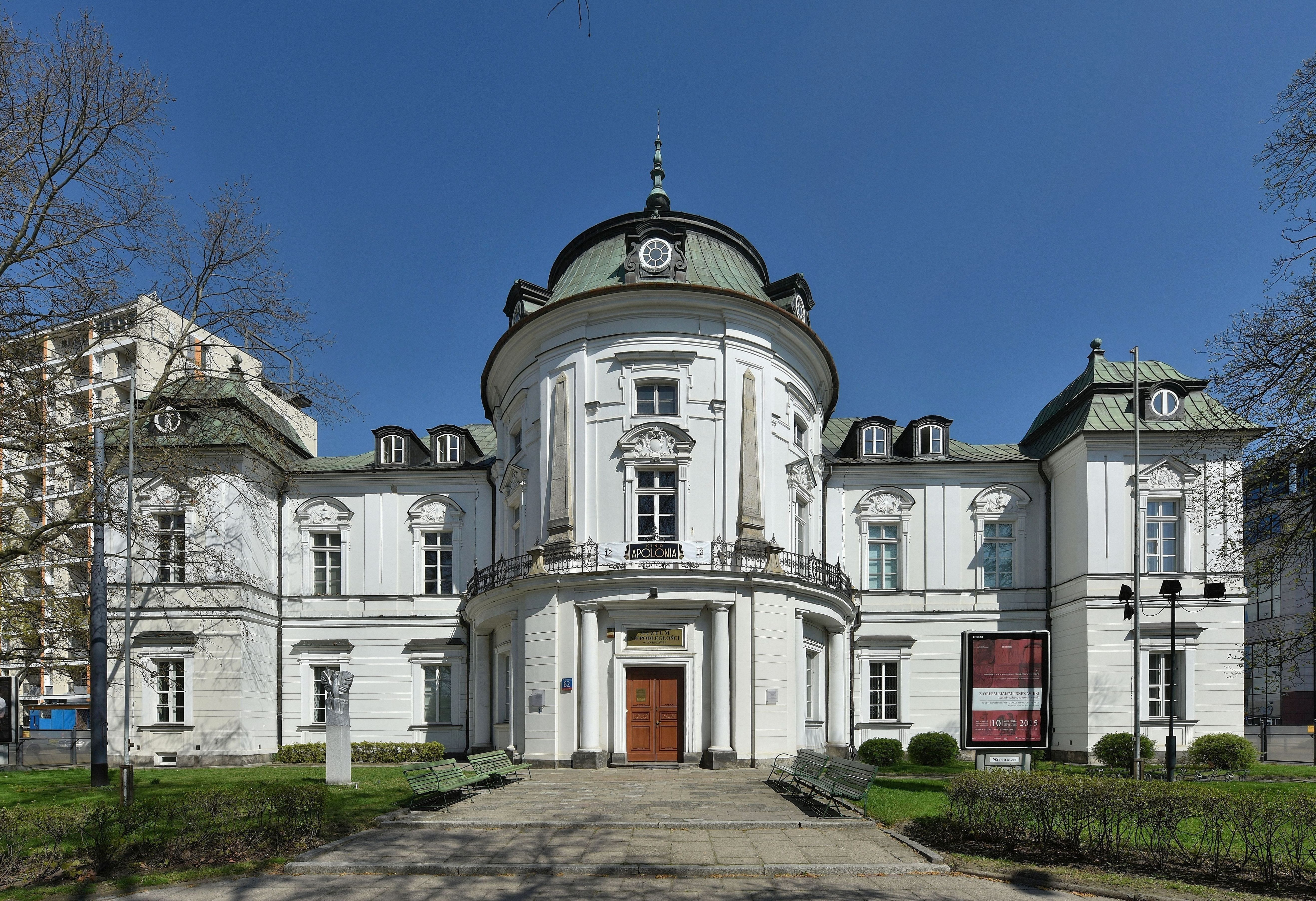
Cung điện Przebendowski

Cung điện Przebendowski là một cung điện ở Warsaw, được xây dựng vào nửa đầu thế kỷ 18 xây dựng cho Jan Jerzy Przebendowski. Nó hiện đang nằm giữa các tuyến đường của đại lộ 62 "Solidarności" (địa chỉ cũ là 14 Bielańska).

## Lịch sử
Cung điện được xây dựng theo phong cách Baroque vào khoảng năm 1730, trên tàn tích của một tòa nhà trước đó dành cho Thủ quỹ Vương triều, Jan Jerzy Przebendowski. Nhà thiết kế của cung điện là John Sigismund Deybel. Sau cái chết của Jan Jerzy Przebendowski, cung điện được thừa kế bởi con gái ông Dorothy Henrietta, sau đó là Piotr Jerzy Przebendowski.
Sau khi tài sản được thừa kế bởi Ignacy Przebendowski, nó đã được cho thuê từ năm 1760-1762 cho nhà ngoại giao cung điện và Thành viên của Tòa án Tây Ban Nha, Pedro Pablo de Bolea, người bắt đầu tổ chức những vũ hội hóa trang nổi tiếng của cung điện. Ignatius Przebendowski đã bán cung điện vào năm 1766, cho Constance Lubienska ở Łubna, và vào năm 1768, tất cả các quyền đã được mua lại bởi chồng của Constance, Thủ quỹ Hoàng gia Roch Kossowski.
Từ năm 1863 đến 1912, cung điện thuộc về Jan Zawiszy, và sau khi ông qua đời, nó thuộc về vợ Elizabeth và con gái Mary. Năm 1912, nó đã được mua lại bởi Hoàng tử Janusz Radziwiłł, Ordynat của Olyka và chủ sở hữu của Cung điện Nieborów.
Nó đã bị phá hủy trong cuộc nổi dậy Warsaw, và trở thành tài sản của Janusz Radziwill vào năm 1947, và được xây dựng lại vào năm 1949, cùng với một tuyến đường lớn. Trong thời kỳ Cộng hòa Nhân dân Ba Lan, nó được dùng làm Bảo tàng Trung tâm cho Lênin, khai trương vào ngày 21 tháng 4 năm 1955.
Từ năm 1990, tòa nhà là trụ sở văn phòng của Bảo tàng Độc lập (Muzeum Niepodległości w Warszawie).
Từ năm 2000 đến năm 2009, nó cũng có chức năng là Rạp chiếu phim Paradiso (Kino Paradiso) - được đặt theo tên của bộ phim cùng tên của Ý - được điều hành bởi nhà phân phối Solopan cho các bộ phim hành động và phi thương mại có tính nghệ thuật cao. Các máy chiếu đã được gỡ bỏ trong một cuộc cải tạo.